# Eternity (2025)
Eternity ist ein US-amerikanischer Spielfilm aus dem Jahr 2025 von Regisseur David Freyne, der gemeinsam mit Pat Cunnane auch das Drehbuch schrieb. Die Hauptrollen übernahmen Elizabeth Olsen, Miles Teller und Callum Turner.

## Handlung
Nach dem Tod erhält jeder Verstorbene im Jenseits sieben Tage Zeit, um sich über das weitere, ewige Dasein zu entscheiden. Joan muss sich zwischen ihrer ersten Liebe Luke, der jung gestorben ist und lange auf sie gewartet hat und Larry, ihrem Ehemann entscheiden.

## Produktion und Hintergrund
Der Film wurde von A24 und Star Thrower Entertainment produziert, als Produzenten fungierten Tim White und Trevor White, Executive Producer waren Elizabeth Olsen und Miles Teller. Die Dreharbeiten fanden vom 24. Mai bis zum 5. Juli 2024 in British Columbia in Kanada statt, gedreht wurde unter anderem in Vancouver, West Vancouver und Squamish.
Die Kamera führte Ruairí O’Brien, die Musik schrieb David Fleming und die Montage verantwortete Joe Sawyer. Das Production-Design gestaltete Zazu Myers und das Kostümbild Angus Strathie. In den USA erhielt der Film ein R-Rating. Das Drehbuch wurde 2022 in die Black List der unverfilmten Drehbücher Hollywoods aufgenommen.

## Veröffentlichung
Ein erster Trailer erschien im Juli 2025. Die Premiere ist Anfang September 2025 am Toronto International Film Festival 2025 in der Sektion Gala Presentations vorgesehen.
In den USA soll der Film am 14. November 2025 in ausgewählte Kinos kommen.